# Gnomidolon picticorne
Gnomidolon picticorne là một loài bọ cánh cứng trong họ Cerambycidae.